# استانچو کولف
استانچو کولف (بلغاری: Станчо Колев Иванов؛ زادهٔ ۱۱ آوریل ۱۹۳۷) کشتی‌گیر اهل بلغارستان بود.
وی در مسابقات کشوری و بین‌المللی در مجموع برندهٔ ۴ مدال نقره، ۲ مدال برنز شده‌است.